# Dipsacus ferox
Dipsacus ferox är en tvåhjärtbladig växtart som beskrevs av Jean Loiseleur-Deslongchamps. Dipsacus ferox ingår i släktet kardväddar, och familjen Dipsacaceae. Inga underarter finns listade i Catalogue of Life.